# Freie Akademie der Künste zu Leipzig
Die Freie Akademie der Künste zu Leipzig ist eine Gesellschaft von Künstlern und Geisteswissenschaftlern mit Sitz in Leipzig, die laut Satzung „streitbar und tolerant über die Existenz der Künste in unserer Zeit“ nachdenken. Über ihre Aufgaben heißt es: „Gemeinsam mit Partnern aus Wirtschaft und Kunst aus West- und Ostdeutschland bilden sich Netzwerke, die neue Wege von Kunstförderung eröffnen“ (aus dem Programm zum Italo-Svevo-Preis).

## Geschichte
Als Ergebnis des demokratischen Umbruchs in Ostdeutschland, der maßgebliche Impulse aus Leipzig erhielt, gründeten Künstler, Kunsttheoretiker und Philosophen am 17. Juni 1992 die Freie Akademie der Künste zu Leipzig. Intention der Gründer war es, den „Neuansatz gesellschaftlicher Entwicklung“ mit der Suche nach neuen künstlerischen Ausdrucks- und Arbeitsweisen zu verbinden und mit der Akademie zugleich ein neues Modell für das Wirken kultureller Institutionen zu schaffen. Die Akademie stellt sich in einen historischen Kontext von Aufbruch und Widerspruch, auf den auch das Gründungsdatum symbolisch verweist (Aufstand des 17. Juni). In ihrer Satzung heißt es: Von den Erfahrungen der Geschichte betroffen, erinnern die Mitglieder „an die menschlichen und künstlerischen Werte, die im Konflikt mit Machtstrukturen entstanden sind und fordern dazu auf, diese für Gegenwart und Zukunft wirksam werden zu lassen. Der Idee eines Europa ohne Grenzen verpflichtet, wollen die Mitglieder der Akademie dazu beitragen, die Vereinzelung der Künste und Künstler aufzuheben.“
Als Vorbild kann die von Hans Henny Jahnn gegründete Freie Akademie der Künste in Hamburg gelten. Im Gegensatz zur Sächsischen Akademie der Künste ist die Freie Akademie der Künste zu Leipzig keine Landeseinrichtung. Wie die Freie Akademie in Hamburg ist auch die Freie Akademie in Leipzig ein Verein bürgerlichen Rechts. Gründungsmitglieder waren u. a. Thomas Böhme, Heinz Czechowski, Hartwig Ebersbach, Burkhard Glaetzner, Werner Heiduczek, Wulf Kirsten, Peter Konwitschny, Wolfgang Krause Zwieback, Michael Morgner, Klaus Ramm, Arila Siegert, Steffen Schleiermacher, Frank Schneider, Uwe Scholz, Jürgen Teller, Guntram Vesper und Udo Zimmermann. Erster Präsident war Udo Zimmermann, bis 2001 Intendant der Oper Leipzig; Vizepräsidenten des Gründungspräsidiums waren Heinz Czechowski, Hartwig Ebersbach, Burkhard Glaetzner und Frank Schneider; Sekretär und Geschäftsführerin (ab 1998) der Akademie war von 1992 bis 2003 Ingrid Sonntag.
Die Arbeit der Akademie gestaltet sich nicht in Klassen oder Sektionen, sondern projektbezogen und gattungsübergreifend. Bedeutende Vorhaben der Akademie waren die Redenreihen „Kulturort Mitte Europa“ (initiiert von Ingrid Sonntag), eine Ausstellung mit Werken des Malers, Bühnenbildners und Regisseurs Achim Freyer in Leipzig und Dresden (1998) sowie die von der Fotografin Evelyn Richter kuratierten Ausstellungen „Revolution mit Kerzen“ (1999) und „Verborgene Biografien“ (2000). Bleibendes Verdienst erwarb sich die Akademie bei der Sicherung des Werks von Evelyn Richter. Im Verbund von Akademie, Kulturstiftung des Freistaates Sachsen und DZ Bank wurden die Grundlagen für eine Personalausstellung von Evelyn Richter im Museum der Bildenden Künste Leipzig im Jahr 2005 gelegt. 
Mit 226 Veranstaltungen und rund 21.000 Besuchern seit ihrer Gründung (Leipziger Volkszeitung vom 24. Juni 2002) entwickelte sich die Akademie zu einem bedeutenden Zentrum des kulturellen Lebens, das weit über die Stadt Leipzig hinaus wirkte. Finanziert durch das Kulturamt der Stadt Leipzig, durch Projektmittel der Kulturstiftung Sachsen und durch Spenden, geriet die Akademie nach dem Rückzug der Kulturstiftung Sachsen und der Stadt Leipzig 2003 in eine Krise, die zur Schließung der Geschäftsstelle und zur vorübergehenden Einstellung der Arbeit führte. Seit 2004 führte die Akademie ihre Arbeit in nur eingeschränkter Weise fort.
Die Akademie war von September 1992 bis 1993 in der Wilhelm-Seyfferth-Straße 4, bis 1995 in der Dreilindenstraße 30, bis 1996 im Mark 9, bis 2000 im Haus des Buches (Gerichtsweg 28), bis 2003 in der Karl-Tauchnitz-Straße 2 und dann wieder im Haus des Buches in Leipzig ansässig, danach im Deutschen Literaturinstitut (Wächterstraße 34).
Ein Teilbestand des Archivs der Freien Akademie der Künste wurde im Jahr 2011 dem Sächsischen Staatsarchiv, Staatsarchiv Leipzig übergeben.

## Präsidium und Präsidenten
Das Präsidium der Akademie besteht aus dem Präsidenten und zwei Vizepräsidenten, die von der Mitgliederversammlung in geheimer Wahl gewählt werden.
Bisherige Präsidenten waren:
- 1992–1997 Udo Zimmermann
- 1997–1998 Peter Konwitschny
- 1998–1999 Hartwig Ebersbach
- 1999–2004 Helmut Brade
- seit 2004 Michael Lentz

Vizepräsidenten waren ab 2004 der Komponist Wolfgang Heisig und der Musiker Erwin Stache.

## Mitglieder
Die Akademie hat ordentliche Mitglieder, Ehrenmitglieder und fördernde Mitglieder. Sie verfügt über 77 ordentliche und zwei fördernde Mitglieder (Stand 2005).
Jedes Mitglied ist berechtigt, neue Mitglieder zur Wahl vorzuschlagen, was von zwei Mitgliedern zu befürworten ist. Neue Mitglieder werden von der Mitgliederversammlung mit einfacher Mehrheit in geheimer Abstimmung gewählt. Selbstbewerbungen sind ausgeschlossen.
Ehrenmitglieder werden vom Präsidenten ernannt, nachdem sie von der Mitgliederversammlung als ordentliche Mitglieder gewählt wurden.
Fördermitglieder werden vom Präsidium der Akademie der Mitgliederversammlung zur Bestätigung vorgeschlagen.

## Preise
Die Freie Akademie der Künste zu Leipzig verlieh von 2001 bis 2004, in Zusammenarbeit mit der Blue Capital GmbH Hamburg, den Italo-Svevo-Preis. Der mit 15.000 Euro dotierte Preis wurde jährlich zur Leipziger Buchmesse vergeben. „Geehrt und gefördert wird das Werk einer deutschsprachigen Autorin/eines deutschsprachigen Autors, das sich durch mindestens drei eigenständige Buchveröffentlichungen auf dem Gebiet der Prosa in all ihren Spielarten auszeichnet.“
Die Geschäftsführung der Blue Capital GmbH bestellt aus eigener Verantwortung einen Sprecher, der das Kuratorium des Italo Svevo Preises beruft, dem fünf Vertreter des literarischen und gesellschaftlichen Lebens angehören. Sprecher des Kuratoriums, das für zunächst fünf Jahre eingesetzt wurde, ist der Schriftsteller Wolfgang Hegewald. Das Kuratorium wählt den Preisträger. Die Freie Akademie begleitet organisatorisch die Preisverleihung und zeichnet für das Rahmenprogramm verantwortlich. Preisreden und Material zu Italo-Svevo werden, in Zusammenarbeit mit der „edition die horen“ in der Reihe „Cràzzola“ herausgegeben.
Seit 2005 wird der Preis nicht mehr mit der Freien Akademie der Künste zu Leipzig, sondern in Zusammenarbeit mit dem Literaturhaus Hamburg vergeben.
Preisträger waren:
- Kathrin Röggla, 2001
- Alois Hotschnig, 2002
- Hartmut Lange, 2003
- Eckhard Henscheid, 2004